# Robert John Stewart
Robert John Stewart (1949) é um roteirista, diretor e produtor estadunidense.

## Filmografia

### Roteirista
- Xena: The 10th Anniversary Collection (2005)
- The Rundown (2003)
- Xena: Warrior Princess (1995-2001)
- Cleopatra 2525 (2000-2001)
- Amazon High (1997)
- Major League II (1994)
- And God Created Woman (1988)
- Remington Steele (1983)[2]

### Diversas atividades
- Xena: Warrior Princess (1995)
- Remington Steele (1983)[3]

### Produtor
- Cleopatra 2525 (2000)
- Xena: Warrior Princess (1995-2001)[4]